# 馮浩賢
馮浩賢，JP（1966年11月4日—），香港公務員，現任勞工處副處長，曾出任香港驻武汉经济贸易办事处主任及深水埗民政事務專員。

## 生平
馮在早年曾入讀聖保羅書院，並於取得香港大學社會科學學士及香港中文大學文化管理文學碩士學位。他在1989年加入香港政府擔任政務主任，並在2000年至2002年出任深水埗民政事務專員。他曾於2008年至2013年在旅遊事務署擔任旅遊事務助理專員，及於2013年至2017年擔任民政事務局首席助理秘書長。
馮在武汉市於2020年實施疫區封鎖隔離措施時擔任香港驻武汉经济贸易办事处主任，自願留守武漢協助數千名滯留港人，安排由香港直送處方藥物至武漢等物流工作。及後，他成功安排包機撤回當中千餘人。他因為在武漢的突出抗疫表現而於香港2020年度授勳及嘉獎名單中獲頒行政長官公共服務獎狀。
回港後，馮浩賢擔任政策創新與統籌辦事處副總監，並因應疫情變化的需要兼任食物及衞生局指定檢疫酒店計劃辦事處副處長。不過，他於2022年1月正值Omicron變異株疫情威脅香港下參與洪為民的百人生日派對，及後被揭發時惹來創新辦職工不滿他為同事帶來不必要的衛生風險，而港府亦隨即對他展開紀律調查。調查結果最終指馮並非抗疫團隊主要成員，但沒有即時向上司何珮玲匯報有欠謹慎，須要求何按例對馮作出口頭警告。馮現時於勞工處擔任副處長，負責職業安全及健康工作。